# Abeomelomys sevia
Abeomelomys sevia és una espècie de mamífer rosegador de la família dels múrids. És endèmica de Papua Nova Guinea, i es troba en boscs de molsa montans i en zones alpines per sobre dels 2000 msnm. És l'única espècie del gènere Abeomelomys, tot i que havia estat col·locada anteriorment al gènere Pogonomelomys.